# Orthomus (Nesorthomus)
Orthomus (Nesorthomus) lub Nesorthomus – takson chrząszczy z rodziny biegaczowatych i podrodziny Pterostichinae.

## Morfologia
Bródka z podwójnym zębem. Przedplecze prawie trapezoidalne, o przednich kątach dość wystających ku przodowi, a bokach rozszerzających się ku kątom tylnym. Na pokrywach dobrze zaznaczone rzędy przytarczkowe oraz po dwa uszczecinione punkty położone w trzecim rzędzie lub międzyrzędzie, z których ostatni w środkowej ⅓ długości pokryw. Wszystkie odnóża o członach stóp gładkich grzbietowo. U gatunków O. (N.) annae, O. (N.) bedelianus i O. (N.) dilaticollis na sternitach odwłoka od 5 do 7 obecne są poprzeczne bruzdy wyraźne tylko po bokach. U pozostałych gatunków bruzd brak. Ponadto podrodzaj ten charakteryzują krótkie i punktowane episetrna zapiersia.

## Występowanie
Wszystkie gatunki są endemitami portugalską Madery. Zamieszkują siedliska określane jako monteverde, na które składają się makaronezyjskie lasy wawrzynolistne i występująca ponad nimi formacja fayal-brezal.

## Taksonomia
Takson ten został opisany w 1899 roku przez Ernesta M. L. Bedela. Gatunkiem typowym został Argutor robustus Wollaston, 1854, czyli późniejsza Platysma bedeliana Lutshnik, 1915. Nesorthomus jest klasyfikowany albo jako podrodzaj rodzaju Orthomus albo jako samodzielny rodzaj. Jako podrodzaj Orthomus (Nesorthomus) umieszczany jest w podplemieniu Molopina albo podplemieniu Poecilina w obrębie plemienia Pterostichini. W przypadku wyniesienia go do rangi osobnego rodzaju umieszczany jest w podplemieniu Euchroina.
Dotychczas opisano 8 gatunków tych chrząszczy:
- Orthomus annae (Donabauer, 2008)
- Orthomus bedelianus Lutshnik, 1915
- Orthomus berrai F. Battoni, 1987
- Orthomus curtus (Wollaston, 1854)
- Orthomus dilaticollis Wollaston, 1854
- Orthomus gracilipes Wollaston, 1854
- Orthomus lundbladi Jeannel, 1938
- Orthomus pecoudi Jeannel, 1943